# コンパクト化
コンパクト化（英: compactification）は数学の一分野である位相空間論(英: general topology)の概念である。

## 概要
位相空間X のコンパクト化（英: compactification）とは、X をコンパクトな位相空間に稠密に埋め込む操作を指す。X を数学的に取り扱いやすいコンパクトな空間へ埋め込むと、X の性質を調べやすくする事ができる。
厳密な定義は以下のとおりである。
埋め込み写像を強調して、組{\displaystyle (K,i)}の事をX のコンパクト化という事もある。
また文脈から{\displaystyle i}が自明な時は{\displaystyle i} を略して{\displaystyle K}をX のコンパクト化という。
例えばX を{\displaystyle \mathbb {R} ^{n}}上の縁を含まない単位円盤{\displaystyle \{x\in \mathbb {R} ^{n}\mid |x|<1\}}としたとき、縁を含んだ単位円盤は包含写像を埋め込み写像とするX のコンパクト化である。一方半径3の縁を含んだ円盤をK とすると、X はKの中で稠密ではないので、Kは包含写像に対するX のコンパクト化ではない。
X は{\displaystyle i} によりそのコンパクト化K に埋め込まれているので、K はいわばXのに「点を付け加えて」コンパクト化したものとみなす事ができる。実応用上、こうした「付け加えた点」（すなわち{\displaystyle K\setminus i(X)}の点）は直観的には無限の彼方にあるとみなせるケースが多いので、{\displaystyle K\setminus i(X)} をコンパクト化 {\displaystyle (K,i)} の無限遠境界といい、無限遠境界上の点を無限遠点という事がある。
X をコンパクト化する方法は一意とは限らず、複数のコンパクト化の方法がある事がある。したがって実用上はX の構造を保つなど、X の性質が調べやすくなるコンパクト化の方法を選ぶ必要がある（例えばX が多様体であるときにコンパクト化K として多様体になるものを選ぶ等）。
位相空間 {\displaystyle X} のコンパクト化 {\displaystyle (K_{0},i_{0})} 、{\displaystyle (K_{1},i_{1})} に対し、同相写像 {\displaystyle j:K_{0}\to K_{1}} が存在し、 {\displaystyle i_{1}=j\circ i_{0}} となるとき {\displaystyle (K_{0},i_{0})} と {\displaystyle (K_{1},i_{1})} は同値であるという。
著名なコンパクト化の方法として、アレクサンドロフの一点コンパクト化とストーン・チェックのコンパクト化という両極端なものがある。前者はその名の通り、１点付け加えるだけで（コンパクトでない）任意の空間X をコンパクト化する方法である。これはいわば「最小の」コンパクト化で、X の任意のコンパクト化K に対し、アレクサンドロフの一点コンパクト化{\displaystyle X^{*}}は必ずK の商空間になる。より直観的にいえば、K の無限遠境点を一点に潰したものがアレクサンドロフの一点コンパクト化に一致する。（ただしこの性質が成り立つには{\displaystyle X^{*}}もK もハウスドルフであることが必要）。
一方ストーン・チェックのコンパクト化は逆の極端で、X の任意のハウスドルフなコンパクト化K に対し、K はストーン・チェックのコンパクト化の商空間になる。すなわちK はストーン・チェックのコンパクト化の無限遠境点を適当な同値関係で割ったものとしてできあがる。したがってストーン・チェックのコンパクト化はいわばハウスドルフな中では「もっとも大きな」コンパクト化である。ストーン・チェックのコンパクト化はX がチコノフ空間であるときにその存在が証明されている。しかしX がT1空間でありさえすればその類似物（ウォールマンのコンパクト化）が作れる事が知られている。

## 基本事項
- 位相空間がハウスドルフなコンパクト化を持つ必要十分条件はその位相空間がチコノフ空間（完全正則ハウスドルフ）であること。
- ハウスドルフ空間 {\displaystyle X} のハウスドルフなコンパクト化 {\displaystyle (i,K)} に対し、{\displaystyle i(X)} が {\displaystyle K} の開部分集合となる必要十分条件は {\displaystyle X} が局所コンパクトであること。
- {\displaystyle (i,K)} をハウスドルフ空間 {\displaystyle X} のハウスドルフなコンパクト化とするとき、{\displaystyle K} の濃度 {\displaystyle |K|} は高々 {\displaystyle 2^{2^{|X|}}} である。

## アレクサンドロフの一点コンパクト化

### 定義
{\displaystyle X}をコンパクトでない位相空間とし、{\displaystyle \infty } を{\displaystyle X} 上に存在しない一点とし、{\displaystyle X^{*}:=X\cup \{\infty \}} に以下の位相を入れたものを考える。

さらに{\displaystyle i:X\hookrightarrow X^{*}} を包含写像とする。この時、{\displaystyle X^{*}} はコンパクトである事が示せ、しかも{\displaystyle i(X)}が{\displaystyle X^{*}} で稠密である事も示せるので、{\displaystyle (X^{*},i)}はコンパクト化の条件を満たす。{\displaystyle (X^{*},i)}の事をX の（アレクサンドロフの）一点コンパクト化という。

### 分離性
アレクサンドロフの一点コンパクト化は以下の性質を満たす事が知られている：
（有限次元の）多様体や単体的複体などの幾何学の代表的な研究対象はハウスドルフ性と局所コンパクト性を満たすので、その一点コンパクト化はハウスドルフ性を満たす。
しかし無限次元ヒルベルト空間をはじめ解析学の研究対象には局所コンパクトではないものも多く、一点コンパクトのハウスドルフ性が保証されない。この為このような研究分野では一点コンパクトの適応範囲は限定的になる。

### 普遍性
コンパクトではない空間の一点コンパクト化{\displaystyle X^{*}}がハウスドルフ空間であれば以下の性質（普遍性）を満たす事が知られている：
なお前述のように、{\displaystyle X^{*}} がハウスドルフになる必要十分条件は {\displaystyle X} が局所コンパクトなハウスドルフ空間である事である。 

### 一点コンパクト化の例

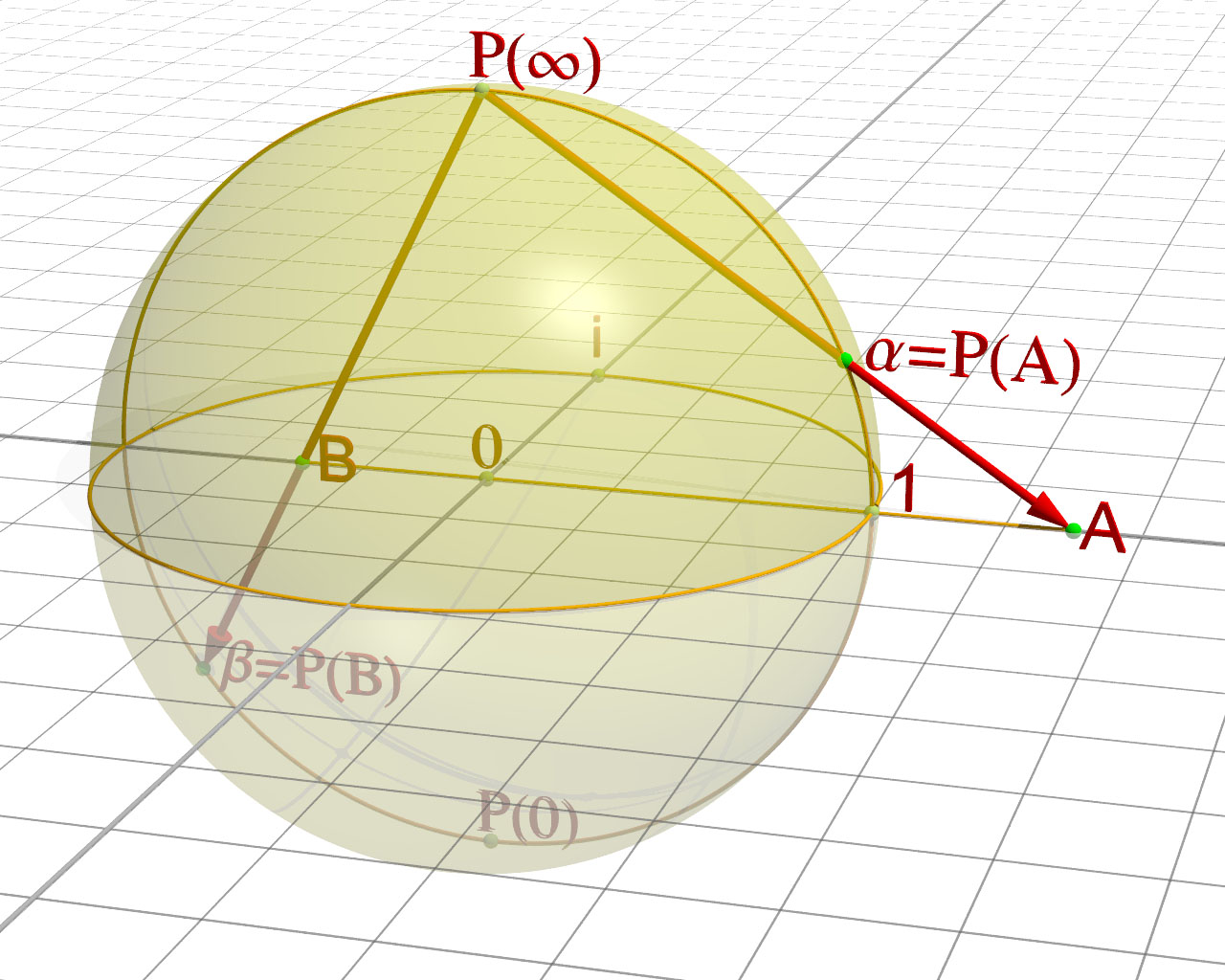
複素平面の一点コンパクト化。複素数 A を埋め込み写像P により球面（リーマン球面と呼ばれる）の上の一点 α に写す。図でP (∞)と書かれている部分が無限遠点である。

- n次元ユークリッド空間 {\displaystyle \mathbb {R} ^{n}} の一点コンパクト化は、n次元球面 {\displaystyle \mathbb {S} ^{n}} と同相である。特にリーマン球面 {\displaystyle {\hat {\mathbb {C} }}} は複素平面 {\displaystyle \mathbb {C} } の一点コンパクト化として与えられる。
- 自然数全体（離散位相） {\displaystyle \mathbb {N} } の一点コンパクト化は {\displaystyle \mathbb {N} } に最大元 {\displaystyle \omega } を付け加えた順序集合 {\displaystyle \mathbb {N} \cup \{\omega \}} の順序位相と同相になる。

## ストーン・チェックのコンパクト化
チコノフ空間 {\displaystyle X} には以下の性質を満たすコンパクト化{\displaystyle (\beta X,i)}が存在する事が知られており（具体的な構成方法は後述）、しかもそのようなコンパクト化は同値を除いて１つしかない事も知られている。この性質を満たす{\displaystyle (\beta X,i)}を{\displaystyle X}のストーン・チェックのコンパクト化という

### 普遍性
ストーン・チェックのコンパクト化は以下の性質を満たす事が知られている。
なお、この性質を満たすコンパクト化は同値を除いてストーン・チェックのコンパクト化に限る事が知られているので、この性質はストーン・チェックのコンパクト化を特徴づける。

### 関数空間によるストーン・チェックのコンパクト化の構成
チコノフ空間 {\displaystyle X} について {\displaystyle C_{b}(X)} を {\displaystyle X} 上の有界実関数全体とする。
このとき自然な埋め込み {\displaystyle i:X\to \prod _{f\in C_{b}(X)}{\overline {\rm {{Im}(f)}}}} を {\displaystyle i(x)(f):=f(x)(x\in X,f\in C_{b}(X))}  と定義する。このとき（ {\displaystyle X} がチコノフ空間なので） {\displaystyle i:X\to i(X)} は同相写像となる。
さらに {\displaystyle \prod _{f\in C_{b}(X)}{\overline {\rm {{Im}(f)}}}} がチコノフの定理からコンパクトとなることからその閉部分集合 {\displaystyle {\overline {i(X)}}} はコンパクトである。
以上から {\displaystyle i:X\to {\overline {i(X)}}} はハウスドルフなコンパクト化になっている。

{\displaystyle (j,K)} を {\displaystyle X} のハウスドルフなコンパクト化とする。このとき {\displaystyle j} から自然な埋め込み {\displaystyle C_{b}(K)\hookrightarrow C_{b}(X)} が誘導され、さらにそこから自然な射影 {\displaystyle j^{*}:\prod _{f\in C_{b}(X)}{\overline {\rm {{Im}(f)}}}\to \prod _{f\in C_{b}(K)}{\overline {\rm {{Im}(f)}}}} が誘導される（ {\displaystyle K} がコンパクトなので {\displaystyle C_{b}(K)} は連続関数全体と一致する）。
さらに {\displaystyle K} から {\displaystyle \prod _{f\in C_{b}(K)}{\overline {\rm {{Im}(f)}}}} への自然な埋め込みを {\displaystyle e:K\to \prod _{f\in C_{b}(K)}{\overline {\rm {{Im}(f)}}}} とすると {\displaystyle j^{*}\circ i=e\circ j}  が成り立ち、
写像の連続性や像の稠密性及び空間のコンパクト性やハウスドルフ性から {\displaystyle j^{*}({\overline {i(X)}})={\overline {j^{*}(i(X))}}={\overline {e(j(X))}}={\overline {e(K)}}=e(K)} となる。
以上から {\displaystyle e:K\to e(K)} が同相写像であることに注意すると {\displaystyle \beta j:={e|_{K}}^{-1}\circ j^{*}} が {\displaystyle j=\beta j\circ i} を満たすことが分かる（一意性は {\displaystyle i(X)} が {\displaystyle {\overline {i(X)}}} で稠密であることから従う）。

### 連続写像の拡張
このことはストーン・チェックのコンパクト化を得る操作がコンパクトハウスドルフ空間の圏からチコノフ空間の圏への忘却関手の左随伴関手であることを示している。
この意味でストーン・チェックのコンパクト化はチコノフ空間から「自由に生成された」コンパクト空間と見ることが出来る。

## ウォールマンのコンパクト化
T1空間には超フィルターを使ってストーン・チェックコンパクト化の類似物を構成することができる。これをウォールマンのコンパクト化といい、T1なコンパクト化になっている。
正規ハウスドルフ空間に対してはウォールマンのコンパクト化はストーン・チェックのコンパクト化と同値になる。数理論理学や周辺分野ではウォールマンのコンパクト化のことをストーン・チェックのコンパクト化といい、{\displaystyle \beta X} のように表すことが多い。

### ウォールマンのコンパクト化の構成
T1空間 {\displaystyle X} に対し{\displaystyle {\mathcal {F}}} を {\displaystyle X} 上の空でない閉部分集合全体とし、包含関係で自然に順序を入れる。
このとき {\displaystyle \omega X} を {\displaystyle {\mathcal {F}}} 上の超フィルター全体とする。
今 {\displaystyle X} の閉部分集合 {\displaystyle C} に対し、 {\displaystyle \omega C\subseteq \omega X} を {\displaystyle \omega C:=\{\mu \in \omega X\colon C\in \mu \}} と定義し、 {\displaystyle \omega {\mathcal {F}}:=\{\omega C\colon C\in {\mathcal {F}}\}} とする。
このとき {\displaystyle \omega C\cup \omega D=\omega (C\cup D)(C,D\in {\mathcal {F}})} から{\displaystyle \omega {\mathcal {F}}} が開基の公理を満たすので、そこから {\displaystyle \omega X} に自然に位相が定まる。
相異なる {\displaystyle \mu ,\nu \in \omega X} について、超フィルターの一般論から、ある {\displaystyle C\in \mu ,D\in \nu } が存在して {\displaystyle C\cap D=\varnothing } 。
このとき {\displaystyle U:=\omega X\setminus (\omega D)} とすると {\displaystyle \mu \in U} かつ {\displaystyle \nu \notin U} となって、{\displaystyle \omega X} はT1空間。
{\displaystyle {\mathfrak {C}}} を {\displaystyle \omega X} 上の有限交叉的な閉集合族とする。このとき {\displaystyle \omega {\mathcal {F}}} が閉基であることから、
{\displaystyle X} 上の有限交叉的な閉集合族 {\displaystyle \{C_{\lambda }\}_{\lambda \in \Lambda }} で {\displaystyle \bigcap {\mathfrak {C}}=\bigcap _{\lambda \in \Lambda }\omega C_{\lambda }} となるものが存在（ {\displaystyle \omega C_{0}\cap \omega C_{1}\cap \cdots \cap \omega C_{n-1}=\varnothing \Leftrightarrow C_{0}\cap C_{1}\cap \cdots \cap C_{n-1}=\varnothing } に注意）。
ここで {\displaystyle \mu \in \omega X} を {\displaystyle \{C_{\lambda }\colon \lambda \in \Lambda \}} を含む超フィルターとすると {\displaystyle \omega C_{\lambda }} の定義から {\displaystyle \mu \in \bigcap _{\lambda \in \Lambda }\omega C_{\lambda }} 。
よって {\displaystyle \omega X} はコンパクト。
写像 {\displaystyle i:X\to \omega X} を {\displaystyle i(x):=\{C\in {\mathcal {F}}\colon x\in C\}(x\in X)} と定義する。
このとき {\displaystyle \{x\}\in i(x),\{y\}\notin i(x)(x\neq y)} から {\displaystyle i} は単射。
{\displaystyle i(x)\in \omega C\leftrightarrow x\in C(x\in X,C\in {\mathcal {F}})} から {\displaystyle {\overline {i(C)}}=\omega C} （特に {\displaystyle {\overline {i(X)}}=\omega X} ）及び {\displaystyle {\overline {i(C)}}\cap i(X)=\omega C\cap i(X)=i(C)} がいえ  {\displaystyle i:X\to i(X)} は同相。
以上から {\displaystyle (i,\omega X)} はT1なコンパクト化である。 {\displaystyle (i,\omega X)} をウォールマンのコンパクト化という。

{\displaystyle X} がチコノフ空間のとき上記の {\displaystyle {\mathcal {F}}} を閉集合ではなくゼロ集合（実連続関数の一点の逆像となる集合）全体とするとストーン・チェックのコンパクト化になる。

### 連続写像の拡張
これは {\displaystyle \mu \in \omega X} にたいし {\displaystyle \omega f(\mu )\in \bigcap \{C\subseteq K:C{\text{ is closed}},f^{-1}(C)\in \mu \}} と定義することで構成できる。

## 関数空間とコンパクト化
チコノフ空間 {\displaystyle X} とそのハウスドルフなコンパクト化 {\displaystyle (i,K)} に対して {\displaystyle X} 上の関数空間 {\displaystyle C_{i}(X):=\{f\circ i\colon f\in C(K)\}} を考える。
このとき自然な写像 {\displaystyle i^{*}:X\to \prod _{f\in C_{i}(X)}{\overline {\rm {{Im}(f)}}}} は像への同相写像となる。
さらに関数空間によるストーン・チェックのコンパクト化の構成と同様の議論により {\displaystyle {\overline {i^{*}(X)}}} はコンパクトでありしかも {\displaystyle K} と同相。
以上のことからハウスドルフなコンパクト化は関数空間を適切に制限することで関数空間によるストーン・チェックのコンパクト化の構成と同様の方法で与えることが出来る。
この方法は種々のコンパクト化を構成する上で基本的な方法論となっている。

## コンパクト化とリー群の離散部分群
リー群の離散部分群の研究では、コセットの商空間が、位相幾何学的なレベルだけでなく、より豊かなレベルで構造を保存するために、より微妙なコンパクト化の候補となることが多い。
例えば，モジュラー曲線はcuspごとに1点を追加することでコンパクト化され，リーマン曲面となる（コンパクトなので代数曲線となる）． 曲線は格子の空間をパラメトリック化し、格子は縮退することがある（「無限大に行く」）。 カスプはこれらの異なる「無限大への方向」を表している。
以上が平面上の格子の場合である。 n次元のユークリッド空間では、例えば{\displaystyle {\text{SO}}(n)\setminus {\text{SL}}_{n}({\textbf {R}})/{\text{SL}}_{n}({\textbf {Z}}).} について同じ質問をすることができる。 Borel-Serreコンパクト化、reductive Borel-Serreコンパクト化、佐竹コンパクト化などのコンパクト化がある。

## 様々なコンパクト化
- スミノフのコンパクト化（英語版） : 有界な一様連続関数全体から定まる一様空間上のコンパクト化。
- ヒグソンのコンパクト化 :  ヒグソン関数全体から定まるcoarse空間上のコンパクト化。
- ボーアのコンパクト化（英語版） :有界な一様概周期関数（英語版）全体から定まる位相群上のコンパクト化。
- ends of a space と en:prime endの理論.
- 開多様体のcollaring, en:Martin boundary, en:Shilov boundary 、en:Furstenberg boundaryなどのいくつかの境界理論．
- 位相環上の射影直線はそれをコンパクト化することができる．
- エルミート対称空間の商のen:Baily–Borel compactification．
- 代数群の商のen:wonderful compactification．
- 凸コンパクト化(convex compactification)（微分積分を発展させたり，変分積分学や最適化理論における緩和などのより高度な考察を可能にする。）[訳語疑問点][5]